# Paul Vaderlind
Paul Wojciech Vaderlind, född 19 januari 1948 i Polen, är en svensk matematiker och författare. Han är bland annat känd för att ha hjälpt till med att föra in sudoku i Sverige. Vaderlind har skrivit över 30 matematikböcker för både barn och vuxna.

## Utbildning
Vaderlind studerade vid Stockholms universitet. Som doktorand forskade Vaderlind inom området diskret matematik och 1982 publicerade han sin doktorsavhandlig Clutters and atomistic lattices. 

## Karriär
Vaderlind blev 1982 universitetslektor vid Stockholms universitet, med inriktningen att lösa tävlingsproblem eller problemlösning.
Vaderlind har publicerat ett flertal böcker inom området problemlösning för både barn och vuxna och dessutom ett par sudokuböcker. Vaderlind engagerar sig för närvarande inte bara med sitt arbete vid universitetet utan också för matematiktävlingar och undervisar matematik för ungdomar i specialklasser vid Danderyds gymnasium.

### Fotnoter
1. ↑  Sveriges befolkning
1980:
Vaderlind, Paul Wojciech